# Capasa olivaceata
Capasa olivaceata är en fjärilsart som beskrevs av Rothschild 1915. Capasa olivaceata ingår i släktet Capasa och familjen mätare. Inga underarter finns listade i Catalogue of Life.